# Virlet
Virlet är en kommun i departementet Puy-de-Dôme i regionen Auvergne-Rhône-Alpes i centrala Frankrike. Kommunen ligger i kantonen Montaigut som tillhör arrondissementet Riom. År 2022 hade Virlet 268 invånare.

## Befolkningsutveckling
Antalet invånare i kommunen Virlet
| Referens: INSEE |